# Цурковец
Цурковец је насељено место у граду Свети Иван Зелина, Загребачка жупанија, Хрватска.

## Историја
До територијалне реорганизације у Хрватској био је у саставу старе општине Свети Иван Зелина.

## Становништво
У попису становништва из 2011. године, Цурковец је имао 88 становника.
| Број становника према попису | Број становника према попису | Број становника према попису | Број становника према попису | Број становника према попису | Број становника према попису | Број становника према попису | Број становника према попису | Број становника према попису | Број становника према попису | Број становника према попису | Број становника према попису | Број становника према попису | Број становника према попису | Број становника према попису | Број становника према попису |
| ---------------------------- | ---------------------------- | ---------------------------- | ---------------------------- | ---------------------------- | ---------------------------- | ---------------------------- | ---------------------------- | ---------------------------- | ---------------------------- | ---------------------------- | ---------------------------- | ---------------------------- | ---------------------------- | ---------------------------- | ---------------------------- |
| 1857                         | 1869                         | 1880                         | 1890                         | 1900                         | 1910                         | 1921                         | 1931                         | 1948                         | 1953                         | 1961                         | 1971                         | 1981                         | 1991                         | 2001                         | 2011                         |
| 0                            | 0                            | 0                            | 0                            | 0                            | 0                            | 0                            | 0                            | 137                          | 131                          | 124                          | 114                          | 116                          | 99                           | 100                          | 88                           |

Напомена: Исказује се као насеље од 1948.

## Галерија
- сеоске архитектуре
- капелица